# Typ 26 Revolver
Der Typ 26 Revolver (jap. 二十六年式拳銃, Nijūroku-nen-shiki kenjū) war der erste im Japanischen Kaiserreich hergestellte Revolver. Er wurde 1893 eingeführt und war bis 1945 bei den Kaiserlich Japanischen Streitkräften im Einsatz. Die Bezeichnung Typ 26 deutet dabei auf das Jahr der Truppeneinführung, das 26. Jahr der Herrschaft von Kaiser Meiji bzw. 1893 nach gregorianischem Kalender, hin.

## Entwicklung

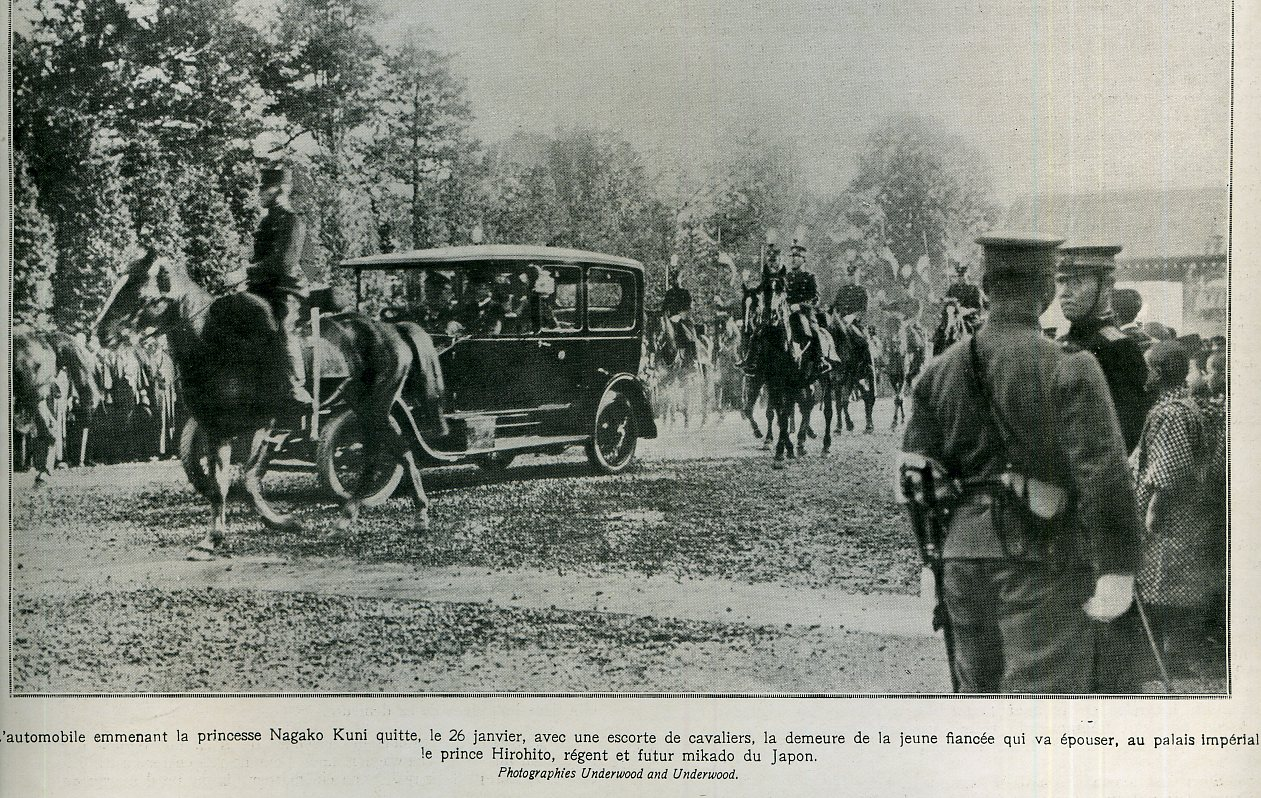
Während der Vorbeifahrt des Autos des frisch vermählten Kronprinzen Hirohito und Prinzessin Nagako stehen Militärpolizisten, bewaffnet mit Typ 32 Säbeln (linkstragend) und Typ 26 Revolvern (rechtstragend) Spalier, 1924.

Seit 1880 war beim Heer und der Marine der Smith & Wesson No 3-Revolver im Einsatz, bis dieser 1893 durch den in heimischer Industrie gefertigten 6-schüssigen Typ 26 Revolver als Ordonnanzwaffe für Offiziere und Unteroffiziere ersetzt wurde. Da noch keine Erfahrung mit dem Bau von Revolvern vorlag, wurde als Vorbild für den Typ 26 zeitgenössische Revolver wie der belgische Nagant M1878-86 oder der französische MAS M1892 genommen. Als Kaliber wurde eine speziell in Japan hergestellte 9x22 mm-Randpatrone gewählt. Die Produktion des Revolvers wurde bis 1930 betrieben und über 59.000 Exemplare wurden gefertigt. Die Revolver der ersten Produktionsjahre lagen schwer in der Hand, waren nicht besonders gut verarbeitet und benötigten für den Double Action-Mechanismus viel Kraft zum Abfeuern der Waffe, was zu einer geringen Treffgenauigkeit führte. Nach der Einführung der Typ 14 und Typ 94 Pistolen wurden die Typ 26 Revolver an andere Einheiten wie z. B. Panzer- oder Sprengbootbesatzungen ausgegeben.
Aus Mangel an Alternativen war der Typ 26 Revolver bis zum Ende des Pazifikkrieges im Einsatz.

## Technik

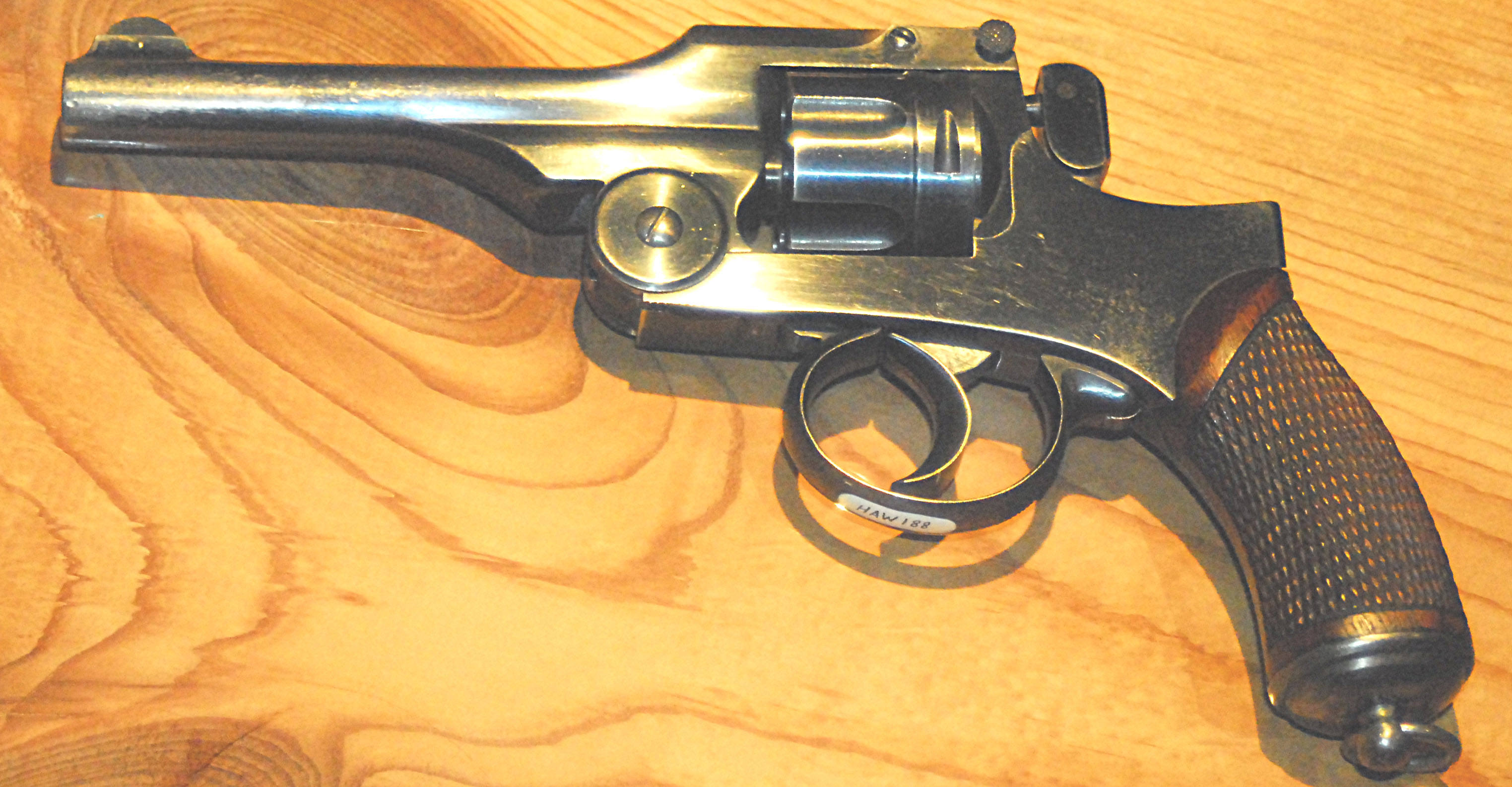
Linke Seite eines Typ 26 Revolver

Da die japanische Industrie bisher noch wenig Erfahrung mit der Waffenherstellung hatte, litt u. a. der Typ 26 Revolver an geringer Herstellungsqualität. Dies drückte sich z. B. in dem schwer zu betätigenden Double-Action-Only-Abzug (der Hahn konnte nicht manuell gespannt werden) aus und der ungenau rotierenden Trommel. Beim Ziehen des Abzuges wurde der Hahn zurückgedrückt. Damit verbunden war das Drehen der Trommel, die durch einen Transporthebel exakt um eine Kammer weiter gedreht wurde. Wurde der Abzug voll durchgezogen, schnappte der Hahn nach vorne und zündete die Patrone. Bei entspanntem Abzug konnte sich jedoch die Trommel frei bewegen, d. h., sie konnte nach Belieben rotieren. So konnte es passieren, dass eine oder mehrere Kammern übersprungen wurden und beim nächsten Abzug keine geladene Patrone schussbereit war, was im Kampf fatale Auswirkungen für den Träger haben konnte. 
Zum Nachladen des Kipplaufrevolvers wurde oberhalb des Hammers mit Zeigefinger und Daumen zwei Schnappriegel gedrückt, worauf die Waffe aufsprang und die Trommel freigab. Dabei sprangen automatisch alle Patronen aus der Trommel heraus und der Schütze konnte neue Patronen einsetzen.
Die verwendete Patrone war eine ausschließlich in Japan produzierte eher schwache 9x22 mm-Randpatrone. 
Da manche der Revolver jahrzehntelang im Einsatz waren, wurden sie von Zeit zu Zeit zurück ins Arsenal geschickt, wo sie überholt wurden. Einige Typ 26 wurden sogar mehrfach überholt.
Das Holster des Typ 26 hatte auf der Vorderseite eine Ausbuchtung, die es erlaubte, zusätzliche Patronen unterzubringen.